# Sonorizzazione settentrionale
La sonorizzazione settentrionale indica il processo per cui le occlusive sorde del latino (in posizione intervocalica) sono diventate, nelle lingue neolatine della Romània occidentale, delle occlusive sonore.
Questo fenomeno è servito al linguista tedesco Walther von Wartburg per tracciare la linea La Spezia-Rimini. Le aree a nord-ovest della linea hanno subìto la sonorizzazione, quelle a sud-est invece no. Nella prima zona abbiamo le lingue dette "romanze occidentali", come i dialetti dell'Italia settentrionale, il francese e lo spagnolo. Nella seconda zona invece abbiamo le lingue dette romanze orientali, come il toscano, i dialetti dell'Italia centro-meridionale e il rumeno.

## Sonorizzazione settentrionale nel toscano
Il toscano, e la lingua italiana standard che da esso deriva, è una lingua romanza orientale, come i dialetti centro-meridionali, cioè non ha avuto sistematicamente la sonorizzazione. 
Molte parole toscane e italiane presentano però occlusive sonore in luogo delle sorde del latino. Ciò in passato aveva fatto supporre che il toscano avesse subìto, almeno in parte, il processo di sonorizzazione. Le parole con la sorda venivano spiegate quindi come latinismi, cioè come parole entrate nella lingua per via dotta, senza subire i normali mutamenti. Per quanto i casi in cui troviamo un esito sonoro siano numerosi, le parole con conservazione della sorda sono però maggioritarie. Risultava quindi difficile considerarle tutte latinismi. Tra queste inoltre troviamo delle parole appartenenti a tre categorie di particolare interesse per il linguista, considerate indicative della lingua autoctona e dei fenomeni che essa ha subito:
- parole di uso quotidiano e popolare
- toponimi
- morfemi verbali

### Toponimi
In Toscana i toponimi conservano l'occlusiva sorda. Essendo i nomi di luogo radicati nella comunità che lì vi vive, non è pensabile che possano essere presi in prestito da parlate diverse. Per quanto riguarda le grandi città si potrebbe obiettare che la necessità di riferirsi a esse, oltre che ai suoi stessi abitanti, è anche dei forestieri che hanno rapporti con esse. Ma certamente i nomi dei piccoli paesi isolati sono usati nella lingua viva soprattutto dagli abitanti stessi, più che da estranei provenienti da altre regioni, per cui le occlusive sorde che vi compaiono devono rispecchiare la lingua del luogo. Un'altra obiezione potrebbe essere che in Toscana oltre al volgare era in uso anche il latino, e che quindi le occlusive sorde dei toponimi potrebbero essere conservate per latinismo. Gli esiti delle parole popolari smentiscono però tale ipotesi.

### Parole popolari
Conservano l'occlusiva sorda forme di uso frequente come marito, capello, amico, fuoco, e in particolare parole legate alla vita quotidiana dei contadini come lupo, ortica, capra. Essendo usate in modo continuo nella lingua viva, non è pensabile che non abbiano subìto la sonorizzazione, se fosse stata un processo attivo in Toscana. E nemmeno è ipotizzabile che parole di uso popolare siano state reintrodotte artificialmente nel lessico toscano, riprese dal latino dai dotti.

### Morfemi verbali
Considerando quelle desinenze verbali che nel latino presentavano un'occlusiva sorda tra vocali, si può osservare che si conserva sempre nell'esito toscano. Ad esempio il verbo latino della I classe "porto" presentava alla seconda persona plurale la forma "portatis", e in toscano è stata continuata come "(voi) portate". Le lingue romanze occidentali che hanno subìto la sonorizzazione hanno invece l'occlusiva sonora anche nei morfemi verbali. In spagnolo, ad esempio, la continuazione di "portatus" è "portado", e forme analoghe hanno anche i dialetti settentrionali.
I morfemi grammaticali dei verbi sono considerati "inventari morfematici chiusi", perché non vi penetrano mai forme da altre lingue, ma continuano direttamente, nel nostro caso, il latino. Ciò è valido sempre, anche quando il morfema lessicale del verbo è un prestito da altre lingue. Ad esempio il verbo "mangiare" è un prestito dal francese antico "mangier", che proviene a sua volta dal latino "manducare" (la cui continuazione toscana "manducare" era presente in toscano antico); la sua coniugazione però utilizza i morfemi grammaticali del toscano, non quelli del francese.
I morfemi verbali sono quindi una testimonianza degli esiti autoctoni di una lingua, e presentando esclusivamente la conservazione delle occlusive sorde latine situano il toscano e l'italiano, per quanto riguarda l'isoglossa della sonorizzazione, tra le lingue romanze orientali.

## Importazione degli esiti sonori nel toscano
Nonostante la sonorizzazione in Toscana non sia avvenuta come fenomeno originario, le parole con l'esito sonoro sono molte, e risulta difficile spiegarle come singoli prestiti. Si è quindi ipotizzata una "moda di pronuncia", diffusa in Toscana già a partire dal Medioevo, dai commercianti settentrionali che intrattenevano fitti rapporti con il centro Italia. La pronuncia con l'occlusiva sonora deve essere stata percepita come lecita o addirittura a volte preferibile a quella con la sorda, e si è quindi conservata per un gran numero di parole.
Dal punto di vista fonetico, è inoltre naturale che si possa verificare un'assimilazione del tratto di sonorità, che dalle vocali circostanti viene estesa alla consonante intervocalica. La fonazione sonora è inoltre solitamente collegata a un'articolazione lene dei foni, cioè più debole, quindi la sonorizzazione può essere inquadrata all'interno dei fenomeni di lenizione che caratterizzano, o hanno caratterizzato in passato, moltissime lingue. Nei dialetti italiani centro-meridionali, ad esempio, è attivo ancora oggi un fenomeno di lenizione o sonorizzazione parziale che può portare a esiti sonori, anche se più spesso leni o semi-sonori.
Un altro aspetto, questa volta fonematico, che spiega la penetrazione del fenomeno riguarda lo statuto di fonemi che gli esiti settentrionali già possedevano nel toscano. Le occlusive sonore erano già presenti nell'inventario fonematico toscano, quindi le parole settentrionali con esiti sonori si sono inquadrate senza difficoltà nel sistema della lingua toscana.

## Sonorizzazione della sibilante
Un fonema sconosciuto all'italiano si crea soltanto con la sonorizzazione intervocalica della fricativa /s/, che subisce accanto alle occlusive il fenomeno della sonorizzazione settentrionale. Accogliendo dai dialetti settentrionali alcune parole con [z] intervocalica, dove il latino e il toscano autoctono avevano [s], l'italiano accoglie un nuovo suono nel proprio inventario. Lo statuto di [s] e [z] è stato dibattuto, a causa del limitato numero di coppie minime in cui i due suoni si oppongono, ma /z/ è oggi considerato un fonema dell'italiano, anche se con "basso rendimento funzionale" In posizione preconsonantica i due foni sono invece allofoni distribuzionali di un unico fonema, /s/, che si assimila alla sonorità della consonante seguente. La sua realizzazione è quindi [s] davanti a  consonante sorda, [z] davanti a  consonante sonora.